# Paoay
Paoay là một đô thị hạng 4 ở tỉnh Ilocos Norte, Philippines. Theo điều tra dân số năm 2007, đô thị này có dân số 23.117 người trong 4.567 hộ.

## Các đơn vị hành chính
Paoay được chia ra 32 barangay.
| - Bacsil - Cabagoan - Cabangaran - Callaguip - Cayubog - Campo Santo - Dolores - Laoa - Masintoc - Monte - Mumulaan - Nagbacalan | - Nalasin - Nanguyudan - Oaig-Upay-Abulao - Pambaran - Pannaratan - Paratong - Pasil - Salbang - San Agustin - San Blas | - San Juan - San Pedro - San Roque - Sangladan Pob. (Nalbuan) - Santa Rita - Sideg - Suba - Sungadan - Surgui - Veronica - Campo Santo |